# Trachysphyrus aegla
Trachysphyrus aegla är en stekelart som beskrevs av Porter 1985. Trachysphyrus aegla ingår i släktet Trachysphyrus och familjen brokparasitsteklar. Inga underarter finns listade i Catalogue of Life.